# Roger Heyne
Roger Heyne (Momalle, 2 juli 1938 - Aarlen, 27 december 2008) was een Belgische politicus voor de PS en burgemeester van Awans.

## Biografie
Heyne was actief in de gemeentepolitiek in Awans en werd er schepen van financiën. In 1992 werd hij burgemeester, toen Maurice Barchy ontslag nam als burgemeester. Na de verkiezingen van 1994 werd Heyne herkozen, maar na strubbelingen binnen de PS in de gemeente diende hij in september 1995 zijn ontslag in als burgemeester. Na zijn ontslag zouden er in Awans nog maandenlang strubbelingen zijn voor het nieuwe burgemeesterschap, tot men uiteindelijk burger René Brabant buiten de raad zou aanstellen als burgemeester.